# Campi del Pianto
I Campi del Pianto, nella mitologia greco-romana, secondo Virgilio, sono il luogo dove i morti suicidi e coloro che in vita furono travolti dalla passione, passano la vita dopo la morte.
Qui si trova l'anima di Didone, regina di Cartagine suicidatasi per la perdita di Enea, il quale fu costretto, per ordine di Giove, ad abbandonarla per proseguire il suo viaggio verso l'Italia.